# Дранкова
Дра́нкова (рос. Дранкова) — присілок у складі Голишмановського міського округу Тюменської області, Росія.
Населення — 130 осіб (2010, 137 у 2002).
Національний склад станом на 2002 рік:
- росіяни — 93 %